# Lucas Black

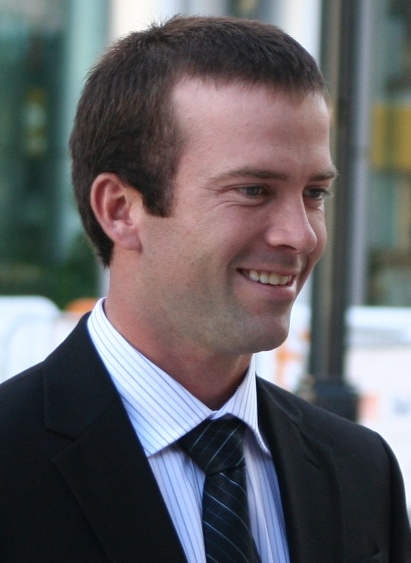
Lucas Black beim Toronto International Film Festival 2009

Lucas York Black (* 29. November 1982 in Decatur, Alabama) ist ein US-amerikanischer Filmschauspieler.

## Leben
Lucas Black ist das jüngste von drei Kindern von Larry und Jan Black.
1994, im Alter von zwölf Jahren, spielte Black seine erste Rolle in Das Baumhaus an der Seite von Kevin Costner und Elijah Wood. Die Nebenrolle verhalf ihm nur ein Jahr später, 1995, zu einer Hauptrolle in der kurzlebigen Fernsehserie American Gothic. Nach dem Schulabschluss, im Jahr 2001, begann er Meeresbiologie zu studieren.
Seit 2010 ist er mit Maggie O’Brien verheiratet. Zusammen haben sie eine Tochter und einen Sohn.

## Filmografie
- 1994: Das Baumhaus (The War)
- 1996: Das Attentat (Ghosts of Mississippi)
- 1995–1996: American Gothic – Prinz der Finsternis (American Gothic, Fernsehserie, 22 Folgen)
- 1996: Sling Blade – Auf Messers Schneide (Sling Blade)
- 1997: Mein Freund Flash (Flash)
- 1997: Chicago Hope – Endstation Hoffnung (Chicago Hope, Fernsehserie, eine Folge)
- 1998: Akte X – Der Film (The X Files)
- 1999: Our Friend, Martin (Sprechrolle)
- 1999: Verrückt in Alabama (Crazy in Alabama)
- 2000: All die schönen Pferde (All the Pretty Horses)
- 2000: The Miracle Worker – Wunder geschehen (The Miracle Worker)
- 2003: Unterwegs nach Cold Mountain (Cold Mountain)
- 2004: Friday Night Lights – Touchdown am Freitag (Friday Night Lights)
- 2004: Killer Diller
- 2004: Deepwater
- 2005: Jarhead – Willkommen im Dreck (Jarhead)
- 2006: The Fast and the Furious: Tokyo Drift
- 2009: Am Ende des Weges – Eine wahre Lügengeschichte (Get Low)
- 2010: Legion
- 2010: Tough Trade (Fernsehfilm)
- 2011: Sieben Tage in Utopia (Seven Days in Utopia)
- 2013: 42 – Die wahre Geschichte einer Sportlegende (42)
- 2014: Navy CIS (NCIS, Fernsehserie, Folgen 11x18–11x19, 14x15)
- 2014–2019: Navy CIS: New Orleans (NCIS: New Orleans, Fernsehserie)
- 2015: Fast & Furious 7 (Furious 7)
- 2021: Fast & Furious 9 (F9)

## Auszeichnungen
- einen Saturn Award
- vier Young-Artist-Award-Nominierungen, davon einmal ausgezeichnet
- drei YoungStar-Award-Nominierungen, davon einmal ausgezeichnet